# Xiazhen (köpinghuvudort i Kina, Jiangxi Sheng, lat 28,65, long 118,40)
Xiazhen (kinesiska: 下镇) är en köpinghuvudort i Kina. Den ligger i provinsen Jiangxi, i den sydöstra delen av landet, omkring 250 kilometer öster om provinshuvudstaden Nanchang. Antalet invånare är 36 574. Befolkningen består av 18 567 kvinnor och 18 007 män. Barn under 15 år utgör 27,0 %, vuxna 15-64 år 63 %, och äldre över 65 år 9,0 %.
Runt Xiazhen är det ganska tätbefolkat, med 230 invånare per kvadratkilometer. Närmaste större samhälle är Yanrui, 9,9 km nordväst om Xiazhen. I omgivningarna runt Xiazhen växer i huvudsak blandskog.
Genomsnittlig årsnederbörd är 2 636 millimeter. Den regnigaste månaden är juni, med i genomsnitt 506 mm nederbörd, och den torraste är oktober, med 38 mm nederbörd.